# Leptogaster lanata
Leptogaster lanata là một loài ruồi trong họ Asilidae. Leptogaster lanata được Martin miêu tả năm 1957. Loài này phân bố ở vùng Tân Bắc giới.